# Petition of Right
Petition of Right (engelska för ansökan om rätt) kallas den ryktbara besvärsskrift, som engelska parlamentets båda hus 1628 överlämnade till kung Karl I med anledning av denne kungs som olagliga uppfattade åtgärder och i avsikt att förekomma deras förnyande. 
Parlamentet begärde, att kungen skulle avstå från att vidta tvångsinkvarteringar, tillämpa krigslagarna i fredstid, uppta tvångslån och andra slags skatter utan parlamentets samtycke samt från att häkta någon utan angiven orsak eller iakttagande av laga former. Petition of Right blev genom kungens (motvilliga) bifall den 7 juni samma år en av hörnstenarna i den engelska statsförfattningen. 